# Andriy Kostine
Andriy Ievhenovytch Kostine (ukrainien : Андрій Євгенович Костін), né le 17 avril 1973 à Odessa, est un avocat et homme politique ukrainien, membre de la Verkhovna Rada, le parlement ukrainien, depuis 2019. Le 27 juillet 2022, il est élu par la Verkhovna Rada procureur général d'Ukraine, en remplacement de Iryna Venediktova. 

## Biographie
Andriy Kostine étudie le droit de 1990 à 1995 à l'Université d'Odessa. Il devient avocat, en 1995, chez Polonsky & Partners à Odessa de 1995 à 1998. Il est directeur adjoint puis directeur de Pravo, cabinet d'avocats, à partir de 1998. Il occupe plusieurs postes dans des organisations d'avocats à Odessa et à l'étranger. Il est membre de l'International Bar Association Council de 2013 à 2015. 

### Député
Kostine est membre de la Verkhovna Rada (le parlement ukrainien) rattaché au parti Serviteur du peuple de 2019 à 2022. Il est chef du comité de politique juridique de la Verkhovna Rada pendant deux ans, de 2020 à 2022.

### Candidature à la direction du SAPO
En 2021, sa candidature, parmi 37 candidats, au poste de chef du Bureau du procureur spécialisé anti-corruption ukrainien (SAPO), n'est pas retenue : des organisations de la société civile comme Transparency International Ukraine, Automaidan, Anti-Corruption Action Center et Dejure considèrent  qu'il ne satisfaisait pas à tous les critères concernant l'intégrité ou les conflits d'intérêts.  

### Actions législatives
En juillet 2021, alors que la législation portant création du Conseil d'éthique ukrainien, il soutient un amendement visant à réduire le mandat des membres internationaux du Conseil de six ans, comme proposé par la Commission de Venise, à trois ans. Son amendement a été rejeté. 

### Procureur général
Le 27 juillet 2022, Kostine est élu par la Verkhovna Rada, le Parlement ukrainien, en tant que nouveau procureur général d'Ukraine, en remplacement d'Iryna Venediktova,. 
Après la révélation d’affaires de corruption concernant des procureurs de la région de Khmelnytsky, il démissionne de ses fonctions le 22 octobre 2024.